# Stoczniowiec Gdańsk (hokej na lodzie)

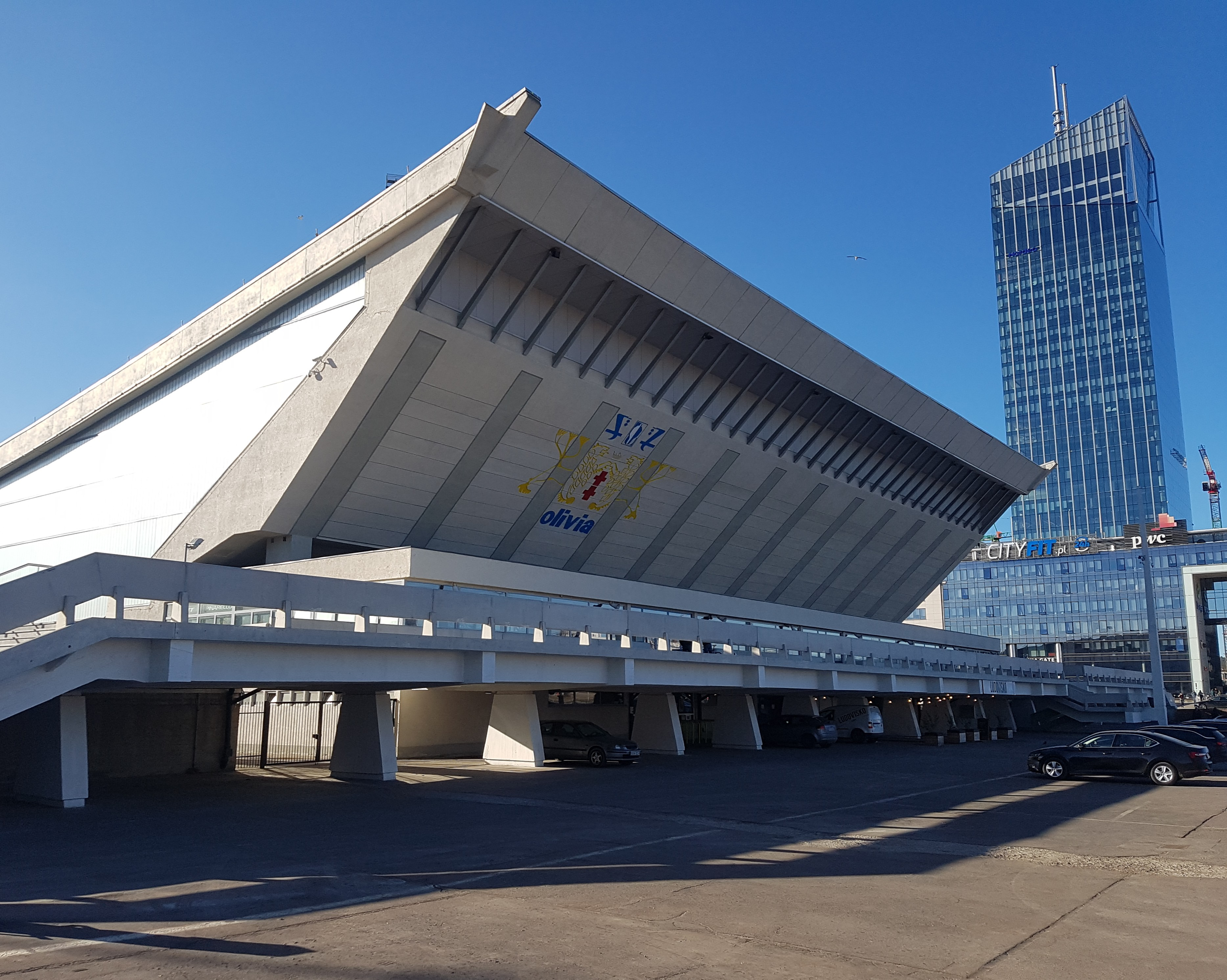
Hala Olivia

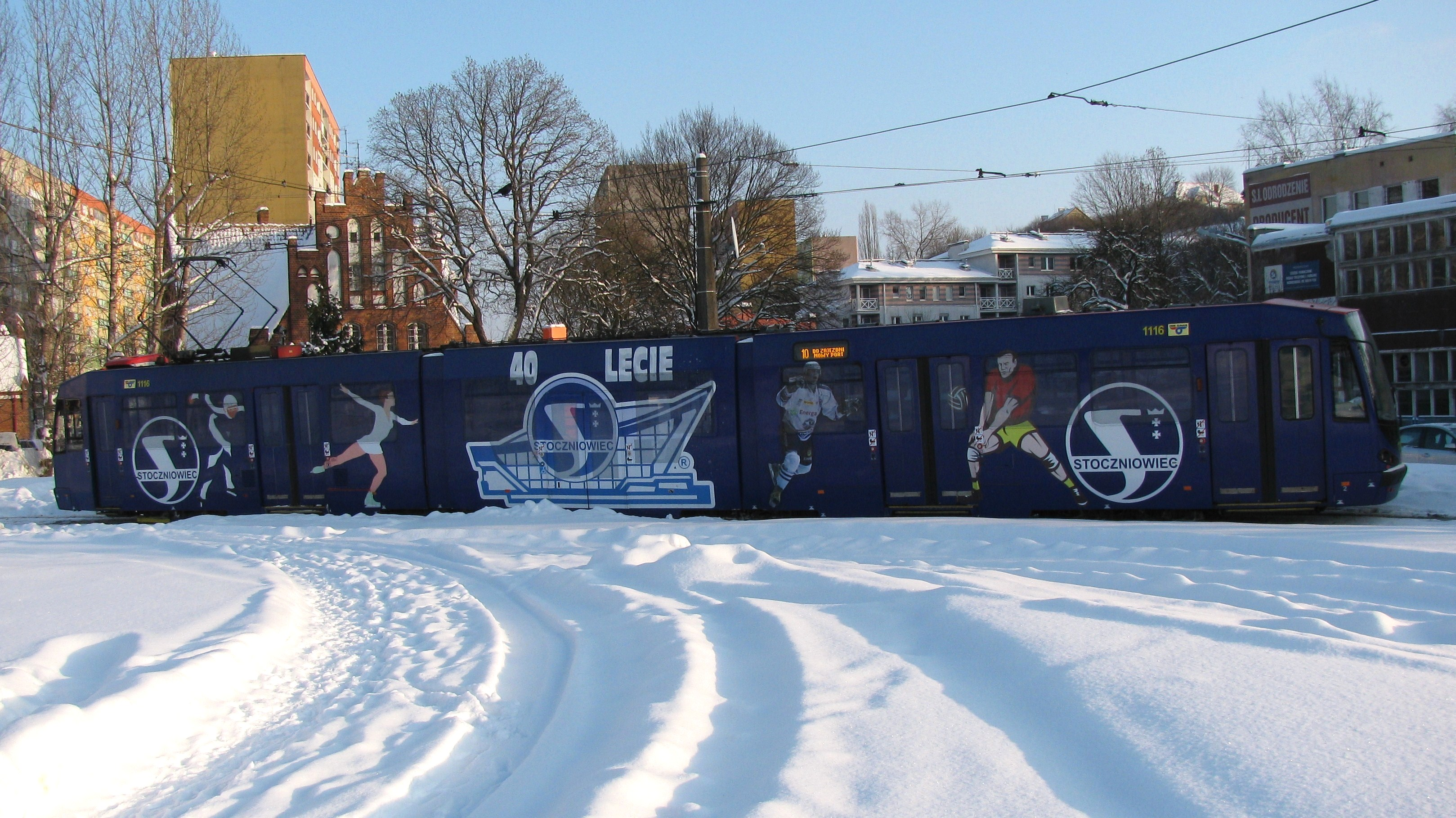
Gdański tramwaj typu Moderus Beta w barwach i z herbem Stoczniowca Gdańsk z okazji jubileuszu 40-lecia klubu (2010).

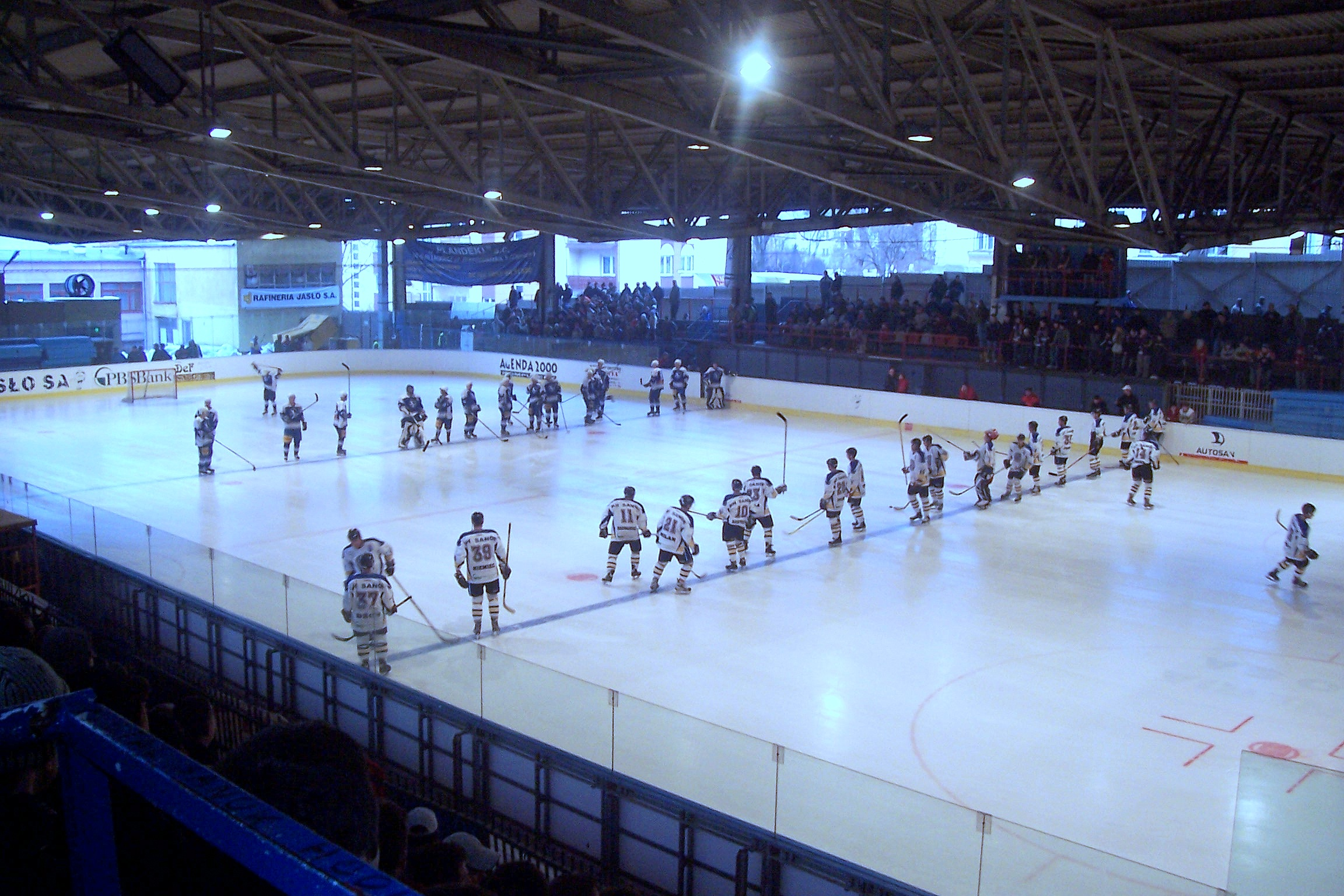
Hokeiści Stoczniowca (na drugim planie) na lodowisku Torsan w Sanoku przed meczem KH Sanok-Stoczniowiec (6:2), 21 marca 2006

Gdański Klub Hokejowy Stoczniowiec Gdańsk S.A. – polski klub hokeja na lodzie z siedzibą w Gdańsku.

## Historia
- 1953 – Powstała sekcja hokeja na lodzie przy Kole Sportowym Stoczni Północnej w Gdańsku.
- 1970 (26 czerwca) – oficjalne założenie klubu Stoczniowiec Gdańsk[3].
- 1972 – Wybudowana została hala sportowo-widowiskowa Olivia, w której grają zawodnicy Stoczniowca.
- 1976 – Stoczniowiec awansował do Ekstraligi.
- 2003 – W sezonie 2002/03 Stoczniowiec Gdańsk osiągnął swój największy sukces – zdobył III miejsce w lidze i brązowy medal Mistrzostw Polski.
- 2009 – Powstała spółka akcyjna, która przejęła opiekę nad pierwszą drużyną. Szkoleniem młodzieży w dalszym ciągu zajmuje się GKS Stoczniowiec Gdańsk.
- 2011 – Sytuacja finansowa klubu pogarszała się. Po zakończeniu sezonu 2010/11 klub opuścili istotni zawodnicy. Klub nie został zgłoszony do rozgrywek w sezonie 2011/12. Drużynę w sezonie 2010/11 prowadził Tadeusz Obłój.
- 2012 – Powstanie spółki Klub Hokejowy Gdańsk S.A., którego celem jest start w I lidze w sezonie 2012/13[4][5]
- 2017 – drużyna Stoczniowca została zgłoszona do I ligi 2017/2018[6]
- 2020 - drużyna Stoczniowca awansowała do edycji PHL 2020/2021[7], 26 czerwca 2020 został utworzony podmiot Gdański Klub Hokejowy Spółka Akcyjna[8]
- 2021 - z powodów finansowych zarząd ogłosił rozwiązanie drużyny i zaprzestanie działalności sportowej[9]; przedstawiciele klubu nie złożyli wniosku o uczestnictwo w sezonie PHL 2021/2022[10]

## Sukcesy

### Krajowe
- Mistrzostwa Polski:
  - 3 miejsce (1): 2003
- Puchar Polski:
  - Finalista (3): 2002, 2006, 2008
- Mistrzostwa Polski juniorów:
  - 1 miejsce (5): 1996, 2004, 2005, 2010, 2011
  - 2 miejsce (4): 1975, 1997, 2001, 2009, 2019
  - 3 miejsce (11): 1974, 1976, 1977, 1978, 1979, 1981, 1985, 1988, 2003, 2007, 2008
- Baltic Cup:
  - 1 miejsce (1): 2004/2005

### Indywidualne
Zwycięzca Klasyfikacji kanadyjskiej:
- 2000: Martin Potočný (59 punktów)
- 2005: Zdeněk Jurásek (60 punktów)

## Szkoleniowcy
Trenerami Stoczniowca byli: Józef Godlewski, Roman Mamok, Tadeusz Nowacki, Jerzy Mależ, Stefan Csorich, Zenon Peter, Miloslav Šašek, Ryszard Borzęcki, Wiesław Walicki, Siergiej Griszencow, Antoni Wróbel, Henryk Zabrocki, Siergiej Wojkin, Mieczysław Nahunko, Marian Pysz, Miroslav Doležalík, Andrzej Słowakiewicz, Tadeusz Obłój.
W 2020 trenerem został Krzysztof Lehmann. W połowie 2020 grającym asystentem trenera został Josef Vítek.

## Kadra w sezonie2020/2021
Na podstawie materiału źródłowego:
| Bramkarze: - Michał Kieler - Wiktor Soliński - Mikołaj Szczepkowski Obrońcy: - Kacper Fruczek - Oskar Lehmann - Gilbert Leśniak - Bartosz Liśkiewicz - Mateusz Rompkowski – kapitan - Jakub Wala - Wiktor Wenz - Arciom Żurauski |  | Napastnicy: - Dzmitryj Bandarenka - Daniel Drąg - Szymon Łabinowicz - Krystian Mocarski - Kacper Niedźwiecki - Filip Pesta - Michał Rybak - Maciej Rybak - Michał Sadowski - Jakub Stasiewicz - Mateusz Strużyk - Wiktor Trzebiatowski - Josef Vítek - Bartosz Wołoszyk - Michał Zając |